# Hugh McCulloch
Hugh McCulloch (7 de dezembro de 1808 – 24 de maio de 1895) foi um advogado e político norte-americano que serviu como Secretário do Tesouro dos Estados Unidos em duas ocasiões diferentes, primeiro de 1865 a 1869 no final da presidência de Abraham Lincoln e durante toda a de Andrew Johnson, e depois entre 1884 e 1885 sob o presidente Chester A. Arthur. Ele foi contra o Decreto do Banco Nacional de 1864 e durante toda sua carreira tentou trazer os Estados Unidos de volta para o padrão-ouro.